# Ordem Militar de Saboia
A Ordem Militar de Saboia foi uma condecoração militar honorífica do Reino da Sardenha e, posteriormente, do Reino de Itália

## História
Instituída inicialmente em 1793 pelo rei Vítor Amadeu III da Sardenha para condecorar seus soldados, a ordem caiu em completo desuso durante a ocupação napoleônica, especialmente no Piemonte .
Em 1 de abril de 1815, através de um decreto, o rei Vítor Emanuel I voltou a conceder a condecoração "por bravura", abolindo-a em 14 de agosto do mesmo ano. Mais tarde, as condecorações militares e civis foram reunidas em uma só ordem, que deveria ser concedida aos soldados que lutaram no exército italiano de Napoleão e foram agraciados com a Ordem Nacional da Legião de Honra ou a Ordem da Coroa de Ferro por méritos militares, premiando aqueles que houvessem se destacado no campo de batalha, independente de sua patente ou religião .

## Graus
Inicialmente, a Ordem foi dividida em quatro graus de mérito:
- Cavaleiro de Grã-Cruz
- Comendador
- Cavaleiro
- Militante

Com a criação do Reino de Itália, a Ordem foi novamente dividida, totalizando cinco graus:
- Cavaleiro de Grã-Cruz
- Grande-Oficial
- Comendador
- Oficial
- Militante ou Cavaleiro

## Insígnias
A medalha era composta por uma "Cruz de Saboia" - de prata para o grau de militante e de ouro para os demais graus - recoberta por esmalte branco e vermelho e circundada por uma coroa de louros com esmalte verde. Na parte superior havia a coroa real da Sardenha. A condecoração era entregue pessoalmente pelo rei, na presença das tropas e de acordo com o grau da distinção .
Os militantes usavam a medalha pendurada em uma fita azul e vermelha na altura do peito, assim como os cavaleiros, que também levavam uma roseta acima da medalha. Os comendadores usavam a medalha pendurada em uma fita azul e vermelha em volta do pescoço, enquanto os cavaleiros grã-cruz usavam uma faixa azul e vermelha desde o ombro direito até o quadril esquerdo, além de uma placa na altura do peito feita em prata com um escudo circular central em esmalte azul gravado com as letras VE em ouro e circundado pela legenda Al Merito ed al Valore .
|           |         |            |              |                    |
| Barretes  |         |            |              |                    |
| Cavaleiro | Oficial | Comendador | Grão-Oficial | Cavaleiro Grã-Cruz |

### República
Após a instituição da República Italiana, em 1946, a Ordem deixou de existir, sendo substituída em 1956 pela Ordem Militar da Itália. Os graus permaneceram os mesmos, mas as insígnias sofreram pequenas alterações .
| Barretes                           | Barretes    | Barretes  |
| Classe                             | 1815 a 1947 | após 1947 |
| ---------------------------------- | ----------- | --------- |
| Grã-Cruz (Cavaliere di Gran Croce) |             |           |
| Grão-Oficial (Grande Ufficiale)    |             |           |
| Comendador (Commendatore)          |             |           |
| Oficial (Ufficiale)                |             |           |
| Cavaleiro (Cavaliere)              |             |           |

## Nota
- Este artigo foi inicialmente traduzido, total ou parcialmente, do artigo da Wikipédia em inglês cujo título é «Old Military Order of Savoy», especificamente desta versão.